# Mihej (knjiga)
Mihej je jedna od knjiga Biblije, dio Staroga zavjeta. Pripada u proročke knjige i to u skupinu 12 malih proroka (12 kraćih proročkih knjiga u Starome zavjetu). Biblijska kratica knjige je Mih. 
Prorok Mihej bio je iz grada Morešeta i obavljao je proročku službu u vrijeme Ezekije kralja Kraljevstva Jude. To je zapisano u knjizi proroka Jeremije (Jr 26,18) i to je gotovo sve što se zna o njemu osobno. Morešet ili Morešet Gat je mali grad, koji se vjerojatno nalazio na jugozapadu Kraljevstva Jude. Učenjaci raspravljaju, je li Mihej napisao cijelu ovu proročku knjigu ili njezin dio (poglavlja Mih 1-3 bez Mih 2,12-13).
Prema podacima navedenima u knjizi (npr. vrijeme vladavine kraljeva Jotama, Ahaza i Ezekije (Mih 1,1), može se zaključiti da je Mihej živio između 742. i 701. godine pr. Kr. Mihej je živio kada i prorok Izaija.
Knjiga piše o povijesnom razdoblju za vrijeme jačanja Asirije. Kraljevstvo Izrael i Kraljevstvo Juda imali su razdoblje mira i blagostanja, koje se primiče kraju. Jačanjem Asirije, raste i opasnost od rata. U isto vrijeme, događalo se bogaćenje bogatijih skupina u društvu na štetu malih zemljoposjednika i seljaka: "Zažele li polja, otimaju ih, i kuće, uzimaju ih; čine nasilje čovjeku i kući njegovoj, vlasniku i posjedu njegovu (Mih 2,2)". Mihej progovara i o pojavi poganskih rituala, kojima su se štovali poganski bogovi. U tom svijetlu, Samariji koja je prednjačila u tome, Mihej naviješta propast. Piše i o propasti gradova u Judeji, zbog njihovih zlodjela. Naviješta kako će Bog kraljevati sa svete gore Sion i donijeti pravdu, mir i sigurnost. Prorokuje, da će se Mesija roditi u Betlehemu: "A ti, Betleheme Efrato, najmanji među kneževstvima Judinim, iz tebe će mi izaći onaj koji će vladati Izraelom; njegov je iskon od davnina, od vječnih vremena. Zato će ih Jahve ostaviti dok ne rodi ona koja ima roditi. Tada će se Ostatak njegove braće vratiti djeci Izraelovoj (Mih 5,1-4)". Naviješta i da će Asirija biti poražena, ako ih napadne. Bit će porušeni gradovi u kojima je bilo vračanja i idolopoklonstva te će tim praksama doći kraj. Bog (Jahve) tražio je od naroda (kako im je i objavljeno), da čine pravdu, ljube milosrđe i smjerno sa svojim Bogom hode (Mih 6,8). Budući da to nisu činili, već su naprotiv činili mnoga zla i opačine, prijeti im propast. Prorok Mihej na u posljednjem 7. poglavlju piše o nepravdama i nepovjerenju među ljudima, nada se boljim danima i vapi Bogu za oproštenje: "Tko je Bog kao ti koji prašta krivnju, koji grijeh oprašta i prelazi preko prekršaja ostatka baštine svoje, koji ne ustraje dovijeka u svome gnjevu, nego uživa u pomilovanju? Još jednom, imaj milosti za nas! Satri naše opačine, baci na dno mora sve grijehe naše! (Mih 7 18,19)".